# Golf op de Olympische Jeugdzomerspelen 2014
Golf is een van de Olympische sporten die beoefend worden tijdens de Olympische Jeugdzomerspelen 2014 in Nanjing. De wedstrijden zullen worden gespeeld van 19 tot en met 26 augustus op de Zhongshan International Golf Club. Er is een jongens- en een meisjestoernooi en een teamwedstrijd.  Het toernooi is een opstart naar de entree van deze sport op het programma van de Olympische Zomerspelen 2016 in Rio de Janeiro.

## Kalender
| Augustus     | 16 | 17 | 18 | 19 | 20 | 21 | 22 | 23 | 24 | 25 | 26 | 27 | 28 |
| ------------ | -- | -- | -- | -- | -- | -- | -- | -- | -- | -- | -- | -- | -- |
| Rugby Sevens |    |    |    |    |    | 2  |    |    |    |    | 1  |    |    |

|  | Competitie |  | Finale |

## Medailles
| Onderdeel    | Goud | Goud                        | Zilver | Zilver                   | Brons | Brons                                |
| ------------ | ---- | --------------------------- | ------ | ------------------------ | ----- | ------------------------------------ |
| Jongens      | ITA  | Renato Paratore             | SWE    | Marcus Kinhult           | THA   | Danthai Boonma                       |
| Meisjes      | KOR  | Soyoung Lee                 | TPE    | Ssu-Chia Cheng           | THA   | Supamas Sangchan                     |
| Gemengd team | SWE  | Marcus Kinhult Linnea Ström | KOR    | Lee So-young Youm Eun-ho | ITA   | Renato Paratore Virginia Elena Carta |

### Medailleklassement
| Plaats | Land           | NOC    | Goud | Zilver | Brons | Totaal |
| ------ | -------------- | ------ | ---- | ------ | ----- | ------ |
| 1      | Zuid-Korea     | KOR    | 1    | 1      | 0     | 2      |
| 1      | Zweden         | SWE    | 1    | 1      | 0     | 2      |
| 3      | Italië         | ITA    | 1    | 0      | 1     | 2      |
| 4      | Chinees Taipei | TPE    | 0    | 1      | 0     | 1      |
| 5      | Thailand       | THA    | 0    | 0      | 2     | 2      |
| Totaal | Totaal         | Totaal | 3    | 3      | 3     | 9      |

Atletiek · Badminton · Basketbal · Beachvolleybal · Boksen · Boogschieten · Gewichtheffen · Golf · Gymnastiek · Handbal · Hockey · Judo · Kanovaren · Moderne vijfkamp · Paardensport · Roeien · Rugby Sevens · Schermen · Schietsport · Schoonspringen · Taekwondo · Tafeltennis · Tennis · Triatlon · Voetbal · Wielersport · Worstelen · Zeilen · Zwemmen